# إسكندر باشا الأوزي
إسكندر باشا الأوزي هو سياسي عثماني شغل منصب والي في الدولة العثمانية.

## مناصبه
تولى المناصب التالية:
- والي البوسنة (1613–1615)
- والي البوسنة (1616–1618)